# Talischsprachige Wikipedia
Die talischsprachige Wikipedia (talisch: Tolyšə Vikipedija) ist eine Wikipedia in Talisch. Sie wurde im August 2023 gegründet. Talisch ist eine iranische Sprache, die im Iran und in Aserbaidschan gesprochen wird. Ihr Sprachcode ist tly. In diesem Wiki ist die Talisha-Sprache in lateinischer Schrift geschrieben und kann auch in kyrillischer Schrift gelesen werden.
Am 23. Mai 2024 enthielt die Talisch-Wikipedia 7512 Artikel und hat 1318 registrierte Benutzer, darunter 15 aktive Mitwirkende und 2 Administratoren.